# نوروپپتید

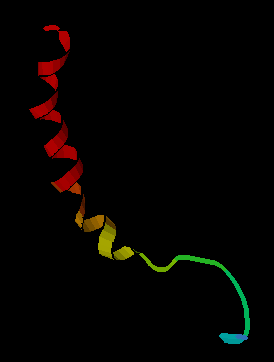
نوروپپتید وای

نوروپپتیدها (Neuropeptide) پروتئین‌های کوچکی هستند که توسط نورون‌ها برای ارتباط با یکدیگر بکار می‌روند. نوروپپتیدها بر گیرنده‌های سطح نورون‌ ها عمل می‌کنند.
فعالیت آن ها معمولاً آهسته است و در سایر جنبه‌ها نیز با ناقلین کوچک مولکول تفاوت دارند.
نوروپپتیدها به عنوان بخش داخلی مولکول‌های درشت پروتئینی، در ریبوزوم های جسم سلولی نورون ساخته می‌شوند.
برخی از نوروپپتیدهای معروف عبارتند از: برادی کینین، گاسترین، انسولین، کلسیتونین و وازوپرسین، پرولاکتین، اکسی‌توسین، دلوسین انکفالتین و ...